# طوفان حاره‌ای شدید ترامی
طوفان حاره‌ای شدید ترامی (به انگلیسی: Severe Tropical Storm Trami) یا طوفان حاره‌ای شدید کریستین این طوفان در اکتبر ۲۰۲۴ در غرب اقیانوس آرام شکل گرفت و یک طوفان حاره‌ای فعال است که پس از ورود به محدودهٔ فیلیپین و ایجاد اثرات مرگبار در این کشور به داخل ویتنام در حال حرکت است. این طوفان با نام کریستین نامگذاری شد. ترامی با ایجاد بادهای شدید و بارش‌های سنگین، با خسارات قابل توجهی همراه است.

## تشکیل و شدت‌گیری
ترامی در تاریخ ۱۹ اکتبر ۲۰۲۴ به عنوان یک سامانهٔ کم‌فشار در غرب گوام شکل گرفت. این سامانه به سرعت تقویت شد و به یک طوفان حاره‌ای تبدیل شد. با ورود به دریای فیلیپین، شدت ترامی افزایش یافت و به یک چرخند حاره‌ای شدید تبدیل شد.

## اثرات
- فیلیپین: ترامی با ایجاد بادهای شدید و بارش‌های سنگین، خسارات زیادی به فیلیپین وارد کرد. این طوفان باعث وقوع سیل، رانش زمین و قطع برق در مناطق وسیعی از این کشور شد.
- ویتنام: پس از عبور از فیلیپین، ترامی به ویتنام رسید و در آنجا نیز باعث بارش باران و آبگرفتگی شد.

## آمار خسارات
طوفان ترامی تلفات جانی و خسارات مالی زیادی بر جای گذاشت. بر اساس گزارش‌ها، این طوفان باعث مرگ ده‌ها نفر و تخریب هزاران خانه شد. همچنین، خسارات ناشی از این طوفان به میلیاردها دلار تخمین زده شده است.